# Батайск
Батайск (на руски: Батайск) е град, разположен в Ростовска област, Русия. Населението му към 1 януари 2018 година е 126 769 души.